# The Dark Side
The Dark Side is het zesde album van Gregorian, uitgebracht tussen Masters of Chant Chapter IV en Masters of Chant Chapter V. In feite werd het album gevolgd door The Masterpieces, maar The Masterpieces is alleen een verzameling van eerder uitgebrachte nummers.
In sommige gebieden werd de gelimiteerde uitgave van The Dark Side uitgebracht als Masters of Chant Chapter V, wat tot verwarring leidde toen die titel werd gebruikt voor het volgende album.

## Tracks

### Standaardeditie
1. Hurt (Nine Inch Nails)
2. My Immortal (Evanescence)
3. The Four Horsemen (Aphrodite's Child)
4. Unbeliever
5. Where the Wild Roses Grow (Nick Cave and the Bad Seeds en Kylie Minogue)
6. Close My Eyes Forever (Lita Ford en Ozzy Osbourne)
7. More (The Sisters of Mercy)
8. Uninvited (Alanis Morissette)
9. The Raven (The Alan Parsons Project)
10. Gregorian Anthem
11. Ave Satani (The Omen) (Jerry Goldsmith)
12. The End (The Doors)
13. In The Shadows (The Rasmus)

### Gelimiteerde editie
Op de gelimiteerde editie staat het nummer Engel (Rammstein) tussen Gregorian Anthem en Ave Satani (The Omen).

### Special Rock Editie
De 'Special Rock Editie' bevat tien nummers. De verschillen zijn het ontbreken van "Where the Wild Roses Grow", "Uninvited", "In The Shadows" and "The End" en de overige nummers zijn korter. Deze editie bevat ook een uitgebreidere versie van "Nothing Else Matters", van Gregorian's eerste Masters of Chant album.
1. "Ave Satani (The Omen)"
2. "Hurt"
3. "My Immortal"
4. "The Four Horsemen"
5. "Unbeliever"
6. "More"
7. "Close My Eyes Forever"
8. "Gregorian Anthem"
9. "The Raven"
10. "Nothing Else Matters" (bonus track) (Metallica)